# Kaiserlich Japanische Armee im Zweiten Weltkrieg
Die Kaiserlich Japanische Armee spielte eine zentrale Rolle im militärischen und politischen Apparat des Kaiserreichs Japan während des Zweiten Weltkriegs. Die Organisation der Kaiserlich Japanischen Armee basierte auf einem hierarchischen System, das durch strenge Disziplin und eine starke Betonung auf Loyalität gegenüber dem Kaiser gekennzeichnet war. Die Armee unterstand direkt dem Tennō, was ihre politische Unabhängigkeit und ihren Einfluss innerhalb der Regierung verstärkte. Die zentrale Leitung erfolgte durch das Heeresministerium (Rikugun-shō) und den Generalstab der Armee, die strategische Entscheidungen trafen und die Kontrolle über die verschiedenen Armeekorps ausübten.
Die Ideologie der Armee war stark von der Samurai-Tradition und dem Kodex des Bushidō beeinflusst, der Werte wie Ehre, Pflichtbewusstsein und Selbstaufopferung betonte. Diese Ideologie führte zu einer kompromisslosen Haltung im Krieg, die sich in der Bereitschaft zu Kamikaze-Missionen und einer rigorosen Kriegsführung zeigte. Gleichzeitig litt die Armee unter strukturellen Schwächen, darunter ein Mangel an moderner Ausrüstung und ineffiziente Kommunikations- und Versorgungssysteme, die in den weitläufigen Operationsgebieten des Pazifiks und Südostasiens problematisch waren.
Im Kriegsverlauf war die Kaiserlich Japanische Armee maßgeblich an der Ausweitung der japanischen Kontrolle über große Teile Ost- und Südostasiens beteiligt. Zu Beginn des Krieges erzielte sie bedeutende Erfolge, darunter die Eroberung Chinas, Indochinas, der Philippinen und weiterer Teile des Pazifikraums. Die Expansion wurde jedoch durch die strategischen Schwächen der Armee behindert, insbesondere durch die mangelnde Koordination mit der Kaiserlich Japanischen Marine und die Überdehnung der Versorgungswege. Ab 1942, nach der Niederlage in der Schlacht um Midway, geriet die japanische Kriegsmaschinerie zunehmend in die Defensive. Die Armee war nicht in der Lage, den alliierten Gegenoffensiven in Südostasien und im Pazifik standzuhalten, was letztlich zur Kapitulation Japans im August 1945 führte.

## Führung, Kontrolle und Organisation
Oberbefehlshaber der Armee war der Kaiser. Er legte ihre Struktur fest, erklärte den Krieg, schloss Frieden und schloss Verträge ab. Er wurde von zwei Militärräten unterstützt: Dem Rat der Marschälle und Admirale (jap. 元帥府, Gensuifu) und dem Obersten Militärrat. (jap. 最高戦争指導会議, Saikō Sensō Shidō Kaigi) In Kriegszeiten oder bei schwerwiegenden Notfällen wurde unter der Aufsicht des Kaisers ein kaiserliches Oberkommando eingerichtet, das ihn bei der Ausübung seines Amts unterstützte. Dem Kaiser und dem kaiserlichen Oberkommando unterstellt, lag die Leitung des Heeres in den Händen von vier Hauptorganen. Diese waren der Generalstab, das Kriegsministerium, die Generalinspektion der militärischen Ausbildung und die Generalinspektion für Luftfahrt.
Der Generalstab (japanisch 参謀本部 Sambō Hombu) umfasste die fünf Ämter für Allgemeine Angelegenheiten, Operationen, Nachrichtendienst, Verkehr und Geschichte. Er war mit der Ausarbeitung von Kriegsplänen, der Ausbildung und dem Einsatz der kombinierten Streitkräfte, der Leitung großer Manöver, der Verlegung von Truppen, der Erstellung von Felddienstvorschriften, Karten und Militärgeschichte sowie mit der Aufsicht über die Generalstabsschule und die Abteilung für Landvermessung betraut. Der Chef des Generalstabs wurde vom Kaiser ernannt.
Das Heeresministerium (japanisch 陸軍省 Rikugun-shō) war die Verwaltungs-, Versorgungs- und Mobilisierungsbehörde des Heeres. Sein Chef, der Kriegsminister, war Mitglied des Kabinetts und stellte die Verbindung zwischen dem Heer und dem Parlament her. Er musste ein General oder Generalleutnant sein und war dem Kaiser direkt unterstellt. Das Ministerium war in ein Sekretariat und acht Ämter unterteilt. Die Generalinspektion der militärischen Ausbildung bestand aus einem Amt für allgemeine Angelegenheiten, und mehreren Inspektoraten. Sie war zuständig für die technische und taktische Ausbildung der einzelnen Waffengattungen, mit Ausnahme der Heeresluftwaffe und anderer Dienste, die nicht dem Ministerium unterstanden.
Das Generalinspektion für Luftfahrt (japanisch 陸軍航空総監部 Rikugun kōkū sōkanbu) wurde durch einen Erlass vom 7. Dezember 1938 geschaffen, um die Ausbildung des Fliegerkorps zu überwachen. Es umfasste eine Abteilung für allgemeine Angelegenheiten und eine Ausbildungsabteilung und wurde von einem General oder Generalleutnant geleitet. Nur in Fragen der Ausbildung in der Luftfahrt war es direkt dem Kaiser unterstellt; ansonsten war der Generalinspekteur der Luftfahrt dem Generalstabschef, dem Kriegsminister und dem Generalinspekteur der militärischen Ausbildung unterstellt.

## Heeresorganisation
Das japanische Heer gliederte sich in sechs Hauptarmeen (jap. 総軍, sōgun), vergleichbar einer deutschen Heeresgruppe, die sich wiederum in 21 Regionalarmeen aufteilten (jap. 方面軍, hōmengun). Der Generalstabschef des japanischen Heeres war für die allgemeine Führung der Streitkräfte im Feld verantwortlich.

### Feldarmee
Eine japanische Armee wurde als Äquivalent zu einem amerikanischen oder britischen Korps betrachtet. Sie bestand aus einem Oberkommando, einer variablen Anzahl von Infanteriedivisionen und Armeetruppen. Eine solche Truppe umfasste normalerweise zwischen 50.000 und 150.000 Mann und wurde von einem General (jap. 陸軍中将, Rikugun-Taishō) befehligt.

### Division
In ihrer Grundform bestand die japanische Infanteriedivision (jap. 歩兵師団, Fuyō Shidan) aus einem Divisionsstab, einer Divisionsmeldeeinheit, einem Infanteriegruppenstab, drei Infanterieregimentern, einem Artillerieregiment, einem Kavallerie- oder Aufklärungsregiment, einem Pionierregiment, einer Sanitätseinheit, einem Feldlazarett, einer Wasseraufbereitungseinheit, einem Transportregiment, einer Ordonnanzeinheit und einer Veterinäreinheit. Die Standard-Infanteriedivision bestand aus 18.000 bis 21.000 Mann, abhängig von ihrer jeweiligen Aufgabe.
Die Division stand unter dem Kommando eines Generalleutnants, wobei ein Oberst des Generalstabs als Stabschef fungierte. Der Stab gliederte sich in zwei Abteilungen: die Generalstabsabteilung und die Verwaltungsabteilung; dem Stab waren fünf Unterabteilungen sowie eine Ordonnanz-, eine Fernmelde- und eine Veterinärabteilung unterstellt. Die Gesamtzahl belief sich auf etwa 300. Der Stabschef war für die Überwachung und Koordinierung der Arbeit des Generalstabs und des Verwaltungsstabs verantwortlich und fungierte als Bindeglied zwischen dem Divisionskommandeur und den Befehlshabern der Truppenteile, den Abteilungsleitern und den zivilen Behörden. Alle Angelegenheiten mussten dem Stabschef vorgelegt werden, bevor sie dem Divisionskommandeur übergeben wurden, entweder von den Abteilungsleitern oder von den Gruppen- oder Regimentskommandeuren.
Der Verwaltungsstab bestand zusammen mit den Abteilungen aus etwa 175 Offizieren und Soldaten. Der Leiter der Abteilung war ein Oberstleutnant, der alle Berichte, mit Ausnahme derjenigen, die sich auf Operationen bezogen, bearbeitete und die allgemeine Aufsicht über die Verwaltungsarbeit ausübte. Die Abteilung umfasste einen Hauptmann oder Leutnant, der für Beförderungen, Ernennungen, die Personalakten der Offiziere und Unteroffiziere, das Personal und die administrativen Einzelheiten der Mobilisierung zuständig war; einen Hauptmann oder Leutnant, der für alle Angelegenheiten im Zusammenhang mit den Abteilungsdiensten zuständig war und die Verantwortung für die Verwaltungsbefehle trug; und einen Hauptmann oder Leutnant, der für die Dokumente und die Sekretariatsarbeit der Abteilung verantwortlich war.
Die Fernmeldeeinheit der Division, die von einem Hauptmann befehligt wurde, bestand aus einem Kommandoposten, zwei Fernmeldezügen, einem Funkzug und einem Materialzug. Ihre Stärke betrug etwa 250 Offiziere und Soldaten. Der Kompaniestab bestand aus dem kommandierenden Hauptmann und etwa 20 Untergebenen. Jeder Fernmeldezug war in vier Abteilungen mit einer Gesamtstärke von etwa 50 Mann unterteilt. Das Kommando hatte ein Leutnant. Der Funkzug war in Abteilungen mit jeweils einem Funkgerät unterteilt. Die Anzahl der Abteilungen schwankte zwischen 8 und 12. Die Gesamtstärke betrug etwa 100 bis 125 Mann. Das Kommando hat ein Ober- oder Unterleutnant. Der Materialzug wurde in zwei Ausrüstungsabteilungen mit einer Gesamtstärke von 35 Mann unterteilt.
Die von einem Generalmajor befehligte Infanteriegruppe bestand aus einem Stab, einer Infanteriegruppen-Meldeeinheit (nur in den verstärkten Divisionen) und drei Infanterieregimentern. In einigen Fällen waren der Infanteriegruppe Panzerkompanien mit 80 bis 120 Mann und 10 bis 17 Panzerkampfwagen zugeteilt worden. Der Stab, der aus 70 bis 100 Personen bestand, war in einen Verwaltungsstab, und eine (mit automatischen Waffen ausgerüstete) Stabswache unterteilt.

### Regiment, Kompanie und Zug
Das Infanterieregiment (jap. 歩兵連隊, Hohei Rentai) umfasste circa 3.800 Soldaten und über 700 Pferde. Während des gesamten Krieges blieb die Grundstruktur der Einheit konstant, auch wenn die interne Organisation der Untereinheiten und die Art und Verteilung der von der Besatzung getragenen Waffen stark variierten. Die medizinische Unterstützung der Einheit war bescheiden und umfasste in der Verwaltungsabteilung des Regiments zwei Chirurgen und zwei Sanitäter, in jedem Bataillon drei Chirurgen und vier Sanitäter sowie in jeder Kompanie vier Sanitäter. Zusätzliche medizinische Unterstützung wurde von der Division bereitgestellt.
Das Stabsquartier des Regiments bestand aus der Stabs-, Verwaltungs-, Code- und Nachrichtenabteilung, der Ordonnanz-, Intendanz- und Leichter Maschinengewehr-Abteilung sowie einer Fahnenwache. Der eigentliche Stab bestand nur aus dem Kommandeur, dem Einsatzoffizier, dem Adjutanten und dem Gasoffizier. Außerdem gehörte ein 121 Mann starker Regimentszug mit Feld- und Munitionsabteilungen dazu. Die 40 Mann starke Feldabteilung verfügte über 30 einspännige zweirädrige Wagen oder 40 Packpferde. Sie beförderte die Tagesrationen für die Regimentskompanien sowie die Vorräte und die Ausrüstung des Stabes. Eine Feldküche konnte angegliedert werden. Die 81 Mann starke Munitionsabteilung beförderte in etwa 60 zweirädrigen Pferdewagen oder auf 120 Packpferden einen Tagesvorrat an Munition für das gesamte Regiment.
Die drei rund 1.100 Mann starken Infanteriebataillone (jap. 歩兵大隊, Hohei Daitai) verfügten über einen 30 Mann starken Stab mit einem Kommandeur und einem Adjutanten, eine Verwaltungs-, eine Code- und eine Nachrichtenabteilung, eine Ordonnanz- und eine Intendanzabteilung, eine Verbindungsabteilung und eine Maschinengewehr-Abteilung. Der 110 Mann starke Bataillonszug bestand aus einer 50 Mann starken Feldabteilung und einer 60 Mann starken Munitionsabteilung mit Pferdewagen oder Packpferden. Die Bataillonszüge wurden manchmal mit dem Regimentszug kombiniert. Einige Regimenter wurden durch eine Arbeitseinheit von 100–200 Mann ergänzt, die in sechs Abteilungen und eine Ausrüstungsabteilung unterteilt war. Dies war keineswegs eine Standardausrüstung. Meistens wurden die Arbeitskommandos aus den Infanteriebataillonen oder aus externen Arbeitskommandos zusammengestellt.
Die vier Schützenkompanien (jap. 中隊, Chutai) mit 180 Mann verfügten über ein 19-köpfiges Stabskommando mit dem Kommandeur, einem Verwaltungsoffizier, einem Kompaniefeldwebel der für die Personalakten zuständig war, einem Materialbewirtschaftungsfeldwebel, einem Waffenfeldwebel, vier Sanitätern, einem Offizierssanitäter, einem Signalhornbläser und acht Boten. Die drei 54 Mann starken Schützenzüge hatten einen zweiköpfigen Stab mit einem Zugführer und einem Verbindungsfeldwebel. Letzterer entsprach in etwa einem US-amerikanischen Platoon Sergeant und hatte vor allem die Aufgabe, dafür zu sorgen, dass die Befehle über Waffensignale und Boten an die Abteilungen weitergeleitet wurden.
Die drei 13 Mann starken leichten Maschinengewehr-Abteilungen wurden von Korporalen geführt. Jede bestand aus acht Schützen und einer vierköpfigen Maschinengewehr-Mannschaft: Letztere bestand aus einem Mannschaftsführer, einem Maschinengewehrschützen sowie einem zweiten und dritten Schützen (Munitionsträger). Alle vier Schützen waren mit Pistolen bewaffnet, trugen aber in der Praxis häufig Gewehre. Ein Schütze trug in der Regel einen Gewehr-Granatwerfer. Sektionen, die verstärkten Einheiten zugeteilt wurden, hatten zusätzlich eine zweiköpfige Besatzung mit einem 5-cm-Granatwerfer.
Die Granatwerfer-Abteilung wurde von einem Gefreiten geführt und bestand aus sechs Soldaten, die auch Munition mitführten. Die Grenadiere waren nur mit dem Grantwerfer und einem Bajonett bewaffnet, einige trugen jedoch auch Gewehre. Zehn- bis zwölfköpfige Abteilungen waren ebenfalls üblich. Im Gefecht wurde die Granatwerfer-Abteilung bei schwindender Stärke in der Regel in die Leichte Maschinengewehr-Abteilung integriert. Einige Bataillone hatten nur drei Schützenkompanien, obwohl die meisten zu Beginn des Krieges noch vier hatten. Obwohl dies nicht üblich war, verfügten einige verstärkte Kompanien über einen 46 Mann starken Waffenzug. Dieser verfügte über zwei schwere Maschinengewehre und zwei 2-cm-Panzerbüchsen. Wenn ein solcher Zug zugewiesen wurde, wurden die Waffen von der Maschinengewehrkompanie des Bataillons und dem Infanteriegeschützzug umverteilt, anstatt dass die Zuteilung erhöht wurde.

### Artillerie
Das Feldartillerieregiment mit 2.322 Mann (jap. 野砲兵連隊, Yahohei Rentai) wurde von einem Oberst oder Oberstleutnant befehligt und verfügte über einen Adjutanten und einen Stab von 14 Mann. Der Einsatzgruppe des Stabes mit einer Gesamtstärke von 104 Mann gehörten ein Aufklärungszug und ein Fernmeldezug an. Der Regimentstrain, der von einem Hauptmann oder einem Leutnant befehligt wurde, umfasste 138 Mann, die sich auf drei Munitionszüge und einen Feldgepäckzug verteilten. Jedes Bataillon verfügte über eine Gesamtstärke von 688 Offizieren und Soldaten; jede Geschützkompanie (Batterie) umfasste 183 Mann, während 58 Mann für jeden Bataillonszug zuständig waren. Jeder Zug war mit zwei 7,5 cm Geschützen ausgestattet, die von 19 Mann bedient wurden, was insgesamt 36 Haubitzen pro Regiment ergab. Für den Transport der Geschütze, der Munition und des Gepäcks standen dem Regiment etwa 2.000 Pferde zur Verfügung. Das Gebirgsartillerieregiment mit 3.400 Mann (jap. 山砲兵連隊, Sampohei Rentai) war ähnlich organisiert wie das Feldartillerieregiment. Es war mit 36 Gebirgsgeschützen vom Kaliber 7,5 cm ausgestattet, die von 1.400 Zug- und Tragpferden transportiert wurden. Jedes Gebirgsgeschütz wurde von einer 24-köpfigen Besatzung bedient.

### Panzertruppe
Die primäre operative Einheit der Panzertruppe (jap. 装甲部隊, Sōkō Butai) war das Panzerregiment. Es hatte die Größe eines Bataillons und bestand aus 700 bis 800 Soldaten mit etwa 80 Panzern (30 leichte und 50 mittlere Panzer). Die Einheit bestand aus einem Kommandostab, einer Kompanie leichter Panzer, zwei Kompanien mittlerer Panzer und einem Train. Das Regiment wurde von einem Oberst und jede Kompanie von einem Hauptmann befehligt. Um mehrere Regimenter zu führen, wurden 4 Panzergruppen aufgestellt. (1. und 3. Panzergruppe 1938–1940 in der Mandschurei und die 2. Panzergruppe 1941 in Japan) Die Gruppe leistete administrative und logistische Unterstützung, verfügte aber nicht über eine angemessene taktische Führung. Um eine effektivere Organisation zu schaffen, wurden zwischen 1942 und 1944 4 Panzerdivisionen aufgestellt. Jede Division hatte zwei Panzerbrigaden mit jeweils zwei Regimentern.

### Kavallerie
Das Kavallerieregiment der Division mit 950 Mann (jap. 騎兵連隊, Kihei Rentai) bestand aus einer 82 Mann starken Regimentsführung und einem Regimentszug, mit 3 Kompanien. Jede dieser Kompanien hatte drei Züge, die mit jeweils drei leichten Maschinengewehren und zwei Granatwerfern bewaffnet waren, sowie einen Maschinengewehrzug mit zwei schweren Maschinengewehren. Die Maschinengewehrkompanie hatte zwei Züge, die jeweils mit zwei schweren Maschinengewehren und zwei 2 cm Panzerbüchsen ausgestattet waren, sowie einen Zug mit zwei 3,7 cm Panzerabwehrkanonen und einen Munitionszug. Obwohl diese Regimenter mit etwa 1.100 Pferden ausgestattet waren, war es später im Krieg nicht unüblich, dass sie abgesessen kämpften.
Das Aufklärungsregiment mit 730 Mann (jap. 捜索連隊, Subaku Rentai) war eine Einheit der Kavallerie, die im Laufe des Krieges schrittweise das Kavallerieregiment ersetzte. Es bestand aus einer 130 Mann starken Regimentsführung und einem Regimentszug, einer berittenen Kompanie, zwei motorisierten Kompanien, einer Kompanie mit Tanketten oder gepanzerten Fahrzeugen sowie einer Lkw-Transportkompanie.
Die berittene Kompanie mit 130 Mann war in vier Züge mit jeweils 30 Mann gegliedert. Nur wenige Regimenter verfügten tatsächlich über eine Tanketten- oder gepanzerte Fahrzeugkompanie. Eine solche Kompanie hatte in der Regel sieben Tanketten oder gepanzerte Fahrzeuge. Die motorisierten Kompanien mit je 160 Mann bestanden aus zwei Zügen mit jeweils 50 Mann, die in ihrer Organisation und Bewaffnung im Wesentlichen einem Infanteriezug entsprachen, einem 24 Mann starken Maschinengewehrzug mit zwei schweren Maschinengewehren sowie einem 24 Mann starken Panzerabwehrzug mit zwei 3,7 cm Panzerabwehrkanonen. Viele Einheiten verfügten jedoch nicht über diese Panzerabwehrgeschütze. Die 100 Mann starke Lkw-Transportkompanie hatte auf dem Papier zwei Züge, von denen jeweils einer eine motorisierte Kompanie transportierte.

### Pioniere und Transport
Das Pionierregiment mit 900 bis 1.000 Mann (jap. 工兵連隊, Kohei Rentai) bestand aus einer 100 Mann starken Regimentsführung und einem Regimentszug sowie einem Materialzug mit 50–100 Soldaten. Die drei Pionierkompanien hatten jeweils etwa 250 Mann, die in vier Züge mit je 50 Mann und einer 25 Mann starken Materialsektion organisiert waren. Die Materialsektion verfügte über Lastwagen und einige motorisierte Pioniergeräte. Jeder Zug war in vier Sektionen unterteilt. In der Regel wurde jeweils eine Pionierkompanie einem Infanterieregiment zugeteilt, um grundlegende Aufgaben wie das Räumen von Hindernissen, leichte Straßenreparaturen, den Bau von Fußbrücken und andere kleinere Arbeiten zu übernehmen. Pionierregimenter, die nicht Teil einer Division waren, wurden auf Armeeebene organisiert und Divisionsverbänden für spezialisiertere Pionieraufgaben zugeteilt. Das Transportregiment (jap. 輜重兵連隊, Shichohei Rentai) war in seiner Organisation stark von der Verfügbarkeit von Lastwagen abhängig. Idealerweise bestand es aus einem Lastkraftwagen-Transportbataillon und einem Zugbataillon.
Das Lkw-Bataillon bestand aus zwei bis drei Kompanien, die jeweils bis zu 50 Lastwagen mit einer Kapazität von 1,5 Tonnen hatten. In vielen Fällen verfügten die Einheiten jedoch über weniger Fahrzeuge oder hatten nur beschlagnahmte Fahrzeuge zur Verfügung. Das Zugbataillon bestand aus drei bis vier Kompanien, die jeweils etwa 240 zweirädrige, einspännige Pferdewagen und 350 Soldaten umfassten. Viele Regimenter hatten keine strikte Bataillonsstruktur, sondern bis zu acht Zugkompanien und eine kleine veterinärmedizinische Einheit. Ein solches Regiment mit acht Kompanien hatte eine eingeschränkte Geländemobilität und verteilte seine Aufgaben normalerweise wie folgt: vier Kompanien für Lebensmittel und Futter, zwei für Artilleriemunition und eine für Munition für Handfeuerwaffen. In einigen Einheiten wurden Zugkompanien durch Packpferdekompanien ersetzt, wobei zwei Packpferdekompanien eine Zugkompanie ersetzten. Diese Kompanien hatten 300 Packpferde und 450 Soldaten. Etwa ein Drittel der Soldaten war bewaffnet.

### Sanitätsdienst
Der Sanitätsdienst der Division, der unter dem Kommando eines Oberst stand, war für die Behandlung von Verwundeten im vorderen Bereich von beträchtlicher Größe. Er diente zum einen dazu, die Verwundeten schneller wieder einsatzfähig zu machen, und zum anderen, den Bedarf an Evakuierungen zu verringern. Die Sanitätsabteilung war Teil des Divisionsstabs. Die Sanitätseinheit unter dem Kommando eines Oberst oder eines Oberstleutnants umfasste einen Stab mit 265 Mitarbeitern. Die Einheit war für die Bereitstellung von spezialisierten medizinischen, zahnmedizinischen und pharmazeutischen Diensten zuständig und verfügte über drei Behandlungszüge, drei Trägerkompanien und eine Ambulanzkompanie. Eine Trägerkompanie, ein Behandlungszug und ein Ambulanzzug waren jeweils einem Infanterieregiment zugeordnet.
Die Aufgabe der Feldlazarette bestand darin, verwundete Soldaten zu sammeln, zu behandeln und zu evakuieren. Die drei oder vier Feldlazarette (1. bis 4. in jeder Division) mit jeweils 500 Patienten verfügten über eine Sanitätskompanie, die das Lazarett betrieb, Operationen durchführte und die Kranken und Verwundeten behandelte. Zu jedem Feldlazarett gehörte auch eine Transportkompanie, die für den Transport von Ausrüstung, Vorräten und Personal zuständig war und die Zelte für die Einrichtung des Lazarettes aufstellte. Jedes Feldlazarett verfügte auch über eine große Wasserversorgungs- und -reinigungseinheit, die für die Reinigung und Verteilung der Wasservorräte sowie für zahlreiche präventivmedizinische und feldhygienische Aufgaben zuständig war.

## Rekrutierung
Alle männlichen Japaner zwischen 17 und 40 Jahren waren wehrpflichtig. Im Alter von 17 Jahren meldeten sich die Männer bei ihrer örtlichen Polizeistation und gaben ihren Herkunftswohnsitz (japanisch 本籍 honseki) an, d. h. das Haus ihrer Eltern, in dem sie wahrscheinlich noch wohnten. Wenn eine Person wegzog, musste sie ihren derzeitigen Wohnsitz (japanisch 現住所 genjisho) angeben. Die japanischen Hauptinseln waren in 14 Divisionsbezirke aufgeteilt. Korea war in zwei Bezirke aufgeteilt und Taiwan bildete einen eigenen Bezirk. Jeder Divisionsbezirk war in zwei bis fünf Regimentseinberufungsbezirke unterteilt. Der Regimentsbezirk, in dem der Honseki einer Person lag, war seine Meldestation, wenn er vom Truppenamt (japanisch 兵務局 Heimu Kyoku) in den Dienst des Kaisers gerufen wurde.

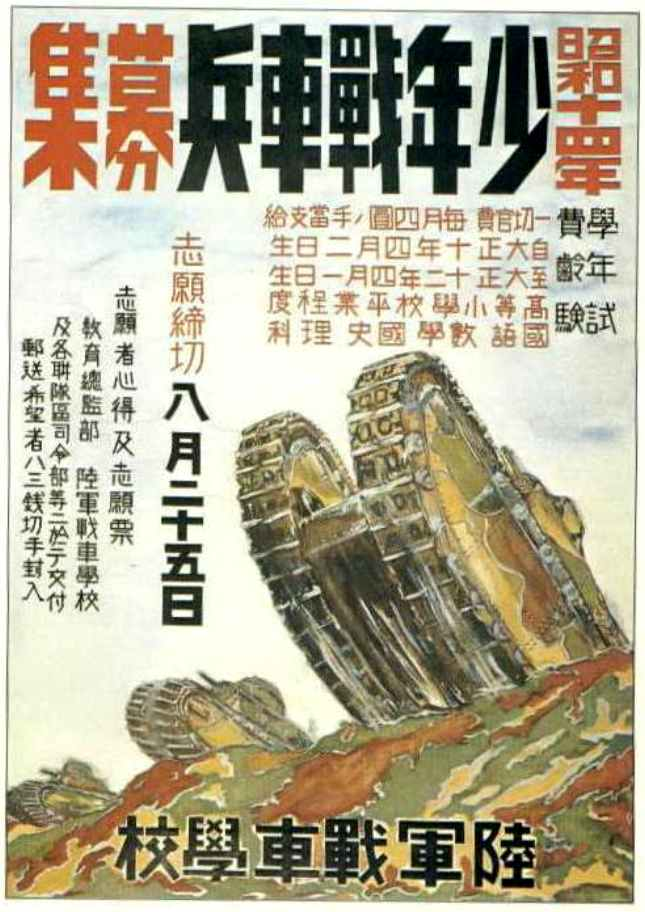
Rekrutierungsplakat für die Panzerschule der kaiserlichen japanischen Armee

Es gab nur wenige Aufschübe, vor allem für Studenten, die ihren Dienst je nach Art der Ausbildung bis zum Alter von 26 Jahren zurückstellen konnten, und für diejenigen, die nachweisen konnten, dass ihr Dienst eine familiäre Belastung darstellen würde. Der Aufschub war in zweijährigen Abständen verlängerbar. Kriminelle sowie körperlich und geistig Behinderte waren vom Dienst ausgeschlossen. Männer konnten sich im Alter zwischen 17 und 20 Jahren freiwillig melden, und es gab ein Ausbildungsprogramm für junge Männer, die vor der Einberufung technische Fertigkeiten erlernen wollten. Ab 1938 konnten sich Koreaner und ab 1942 auch Taiwainesen freiwillig melden. Diejenigen, die in Übersee lebten, konnten ihre Musterung jeweils um ein Jahr verschieben, sofern sie nicht für mindestens 90 Tage nach Japan zurückkehrten. Dies galt auch für Kolonisten, die auf den japanischen Mandatsinseln (Marianen, Marshalls, Karolinen) lebten.
Die jungen Männer, die zwischen dem 1. August und dem 2. Dezember 20 Jahre alt werden würden, meldeten sich zwischen dem 16. April und dem 31. Juli vor ihrem Geburtstag zur Musterung. Wenn ihr Geburtstag nach dem 2. Dezember lag, meldeten sie sich zwischen dem 16. April und dem 31. Juli nach ihrem Geburtstag. 1943 wurde das Meldealter auf 19 Jahre gesenkt. Ab 1944 konnten Koreaner und ab 1945 Taiwainesen eingezogen werden. Beide waren seit 1942 als unbewaffnete Arbeitskräfte ohne militärische Ausbildung herangezogen worden (Korea und Taiwan waren seit 1910 bzw. 1895 japanische Besitzungen).
Diejenigen, die für den aktiven Dienst (japanisch 現役 geneki) zur Verfügung standen, wurden in zwei Kategorien eingeteilt: Klasse A – 1,52 m groß und in guter körperlicher Verfassung, und Klasse B-1 - 1,50 m groß und in etwas schlechterer körperlicher Verfassung (hauptsächlich leichte Seh- oder Hörprobleme). Die Wehrpflichtigen der Klassen B-2 und B-3 entsprachen denjenigen der Klasse B-1, hatten jedoch eine noch schlechtere Seh- und Hörfähigkeit. Sie wurden der Wehrpflichtigenreserve (japanisch 徴兵予備軍 Chouhei Jobigun) zugeteilt und konnten in den nächsten 17 Jahren und 4 Monaten für eine Reserveausbildung von maximal 180 Tagen einberufen werden. Augen-, Ohren- und Zahnprobleme waren aufgrund der oft vitaminarmen Ernährung weit verbreitet. Während des Krieges wurden viele dieser Reservisten zum aktiven Dienst einberufen. Diejenigen, die aufgrund ihrer schlechten körperlichen Verfassung in die Klasse C eingestuft wurden, zwischen 1,45 m und 1,5 m groß waren und nicht an einer behindernden Krankheit litten, wurden bis zum Alter von 40 Jahren der Zweiten Nationalen Armee zugeteilt. Die Klasse D, d. h. Personen mit einer Körpergröße von weniger als 1,45 m oder mit bestimmten, nicht heilbaren Krankheiten, war ausgenommen. Die Klasse F war für Personen mit vorübergehenden Beschwerden gedacht, die jährlich neu untersucht wurden.
Im Oktober 1942 wurde der Aufschub für Studenten abgeschafft, mit Ausnahme von Studenten bestimmter medizinischer und wissenschaftlicher Fachrichtungen. Auch hochqualifizierte Fabriktechniker waren davon ausgenommen. Im Dezember 1943 wurde das Einberufungsalter auf 19 Jahre und im Juni 1944 auf 18 Jahre gesenkt, wodurch sich die Dauer des aktiven Dienstes auf drei Jahre verlängerte – obwohl dies nicht für die Dauer des Krieges vorgesehen war. Die Männer waren nun bis zum Alter von 45 Jahren dienstpflichtig. Japaner, die in den besetzten Gebieten (Philippinen, Niederländisch-Ostindien, Französisch-Indochina usw.) wohnten und deren Einreiseuntersuchung aufgeschoben worden war, wurden ebenfalls dienstpflichtig.

### Offiziere

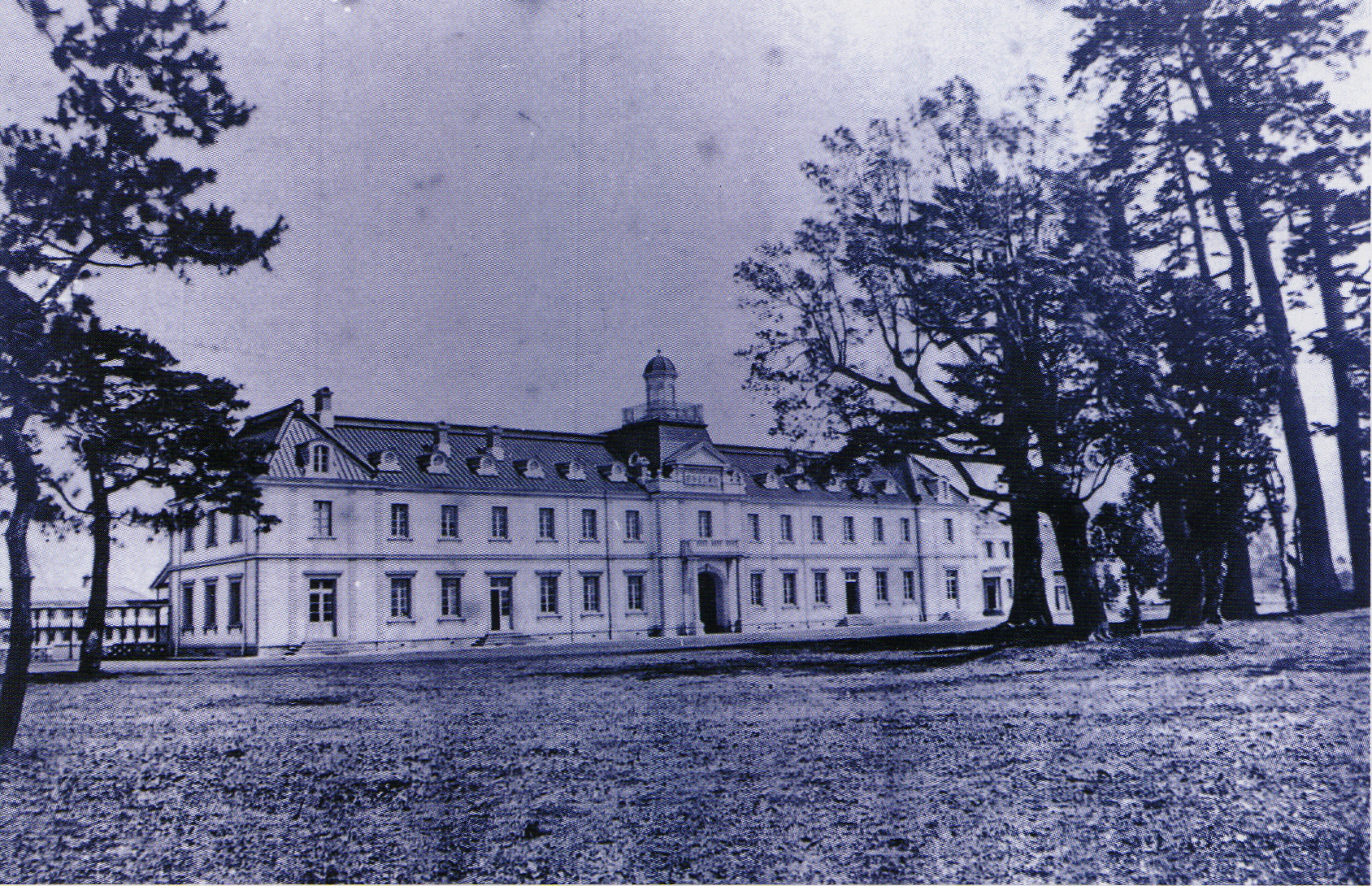
Ichigaya Militärakademie

Reguläre Armeeoffiziere kamen entweder von der Militär-Akademie oder waren Absolventen technischer und wissenschaftlicher Einrichtungen. Die meisten von ihnen wurden noch während der Schulzeit ausgewählt und auf Staatskosten an bestimmten Universitäten und Hochschulen mit vorgeschriebenen Lehrplänen ausgebildet. Hochschulabsolventen erhielten ihr Offizierspatent als Oberleutnant. Ausgewählte Offiziersanwärter und Unteroffiziere im aktiven Dienst, die jünger als 38 Jahre waren, wurden Offiziersanwärter (japanisch 少尉候補者 Shōi Kōhosha) und erhielten einjährige Kurse an der Militärakademie. In Friedenszeiten kamen sie in der Regel nicht über den Rang eines Hauptmanns hinaus, da sie aus Altersgründen in den Ruhestand versetzt wurden.
Die Reserveoffiziere setzten sich hauptsächlich aus Reserveoffiziersanwärtern der Klasse A (japanisch 甲種幹部候補生 Kōshu Kambu Kōhosei) zusammen, die den erforderlichen Lehrgang absolviert hatten. Sie wurden aus regulären Wehrpflichtigen ausgewählt, die über bestimmte Bildungsabschlüsse verfügten. Nach einer dreimonatigen Ausbildung in ihrer Einheit wurden sie zu Anwärtern ernannt, und nach weiteren drei Monaten wurden sie durch eine Prüfung in „A“-Kandidaten, die für Offiziere geeignet waren, und „B“-Kandidaten, die für Unteroffiziere geeignet waren, eingeteilt. Die „A“-Kandidaten wurden dann zu einem der regulären Kurse für Reserveoffiziersanwärter geschickt. Nachdem sie in Friedenszeiten ein Offizierspatent erhalten hatten, wurden sie in der Regel in die Reserve versetzt, aus der sie in Kriegszeiten in den aktiven Dienst einberufen werden konnten. Diese in den aktiven Dienst zurückgerufenen Reserveoffiziere (japanisch 少尉将校 Shōdshu Shōkō) machten einen großen Teil der japanischen Offiziere im Krieg aus.

## Ausbildung
Japanische Jungen die die 3. Klasse besuchten erhielten von ihren Lehrern eine halbmilitärische Ausbildung. Diejenigen, die anschließend die Mittelschule, die Oberschule, das College oder die Universität besuchten, erhielten eine militärische Ausbildung unter regulären Armeeoffizieren. In Friedenszeiten belief sich diese auf 2 oder mehr Stunden pro Woche mit 4 bis 6 Tagen jährlicher Manöver. Im Laufe des Krieges wurde der Zeitaufwand für militärische Themen stark erhöht. Diejenigen, die nach Abschluss der Grundschule eine Beschäftigung aufgenommen hatten, erhielten eine umfangreiche militärische Ausbildung in Jugendschulen, (japanisch 青年学校 Seinen Gakkō) die von der Regierung speziell für sie eingerichtet worden waren. Auch die schulische Ausbildung in der Luftfahrt, insbesondere im Umgang mit Segelflugzeugen, habe einen hohen Stellenwert erhalten. Zahlreiche Kurse mit rein militärischem Charakter wurden in den Lehrplan aufgenommen, um die Mittelschulen in ein Ausbildungslager für Kadetten und die Universitäten und höheren Schulen in Militärakademien für Reservisten zu verwandeln.

### Mannschaften
In Friedenszeiten erstreckte sich die Ausbildung von Männern, die dem aktiven Dienst zugewiesen wurden (Klassen A und B-1), über einen Zeitraum von 2 Jahren. Die Wehrpflichtigen erhielten oft den Großteil ihrer Ausbildung in Einsatzgebieten. Das chinesische Kriegsgebiet wurde zu Ausbildungszwecken genutzt, wo die Männer Garnisonsaufgaben zu erfüllen hatten und manchmal während ihrer Ausbildungszeit echte Kampferfahrung sammelten.
Unabhängig davon, ob er seine Ausbildung in einer Ersatz- oder Feldeinheit erhielt, wurde der Wehrpflichtige einer Ausbildungseinheit innerhalb einer Kompanie zugewiesen. Diese bestand aus 20–30 Rekruten und war in zwei Abteilungen (buntai) gegliedert. Die Anzahl der Ausbildungseinheit in einer Kompanie war nicht festgelegt; sie hing von der Stärke der Kompanie und den verfügbaren Unteroffizieren ab. Die Einheiten wurden gemeinsam ausgebildet, verpflegt und einquartiert. Erst wenn eine Kompanie ins Feld geschickt wurde, wurde sie in drei Züge (japanisch 小隊 Shotai) eingeteilt, die in der Regel aus drei leichten Maschinengewehr-Abteilungen und einer Granatwerfer-Abteilung bestanden und von einem Leutnant befehligt wurden. Während der Ausbildung sahen die Rekruten nur selten Offiziere, nur bei den häufigen Verlesungen des kaiserlichen Empfangs für Soldaten und Matrosen und bei Inspektionen. Während der gesamten Ausbildung wurde besonderes Augenmerk auf die „Moral“ oder geistige Unterweisung gelegt. Das vom Meiji-Tennō am 4. Januar 1882 erlassene „Kaiserliche Reskript für Soldaten“ wurde den Männern häufig vorgelesen, und die darin enthaltenen fünf Grundsätze der militärischen Ethik – Loyalität, Höflichkeit, Mut, Wahrhaftigkeit und Genügsamkeit – wurden besonders betont. Die Reservisten der ersten und zweiten Wehrpflicht mussten eine sechsmonatige Ausbildung absolvieren. Die Ausbildung war nicht so intensiv wie die der aktiven Soldaten, versuchte aber dennoch, in vergleichsweise kürzerer Zeit all das zu vermitteln, was die aktiven Soldaten in ihrem zweijährigen Kurs gelernt hatten.

### Offiziere
Die überwiegende Mehrheit der regulären Offiziere, die den Dienstgrad des Stabsoffiziers erreichten, waren Absolventen der Militärakademie, die sorgfältig aus den Absolventen der dreijährigen Kurse an einer der militärischen Vorbereitungsschulen (japanisch 陸軍幼年学校 Rikugun Yōnen Gakkō) in Tokio, Osaka, Nagoya, Hiroshima, Sendai und Kumamoto sowie aus anderen Bewerbern, die die entsprechenden körperlichen und schulischen Voraussetzungen mitbrachten, ausgewählt wurden. Bewerben konnten sich diejenigen, die die Kriterien für die Einberufung erfüllten, einschließlich Unteroffiziere unter 25 Jahren und Gefreite unter 22 Jahren oder Bewerber zwischen 16 und 18 Jahren.
Vor dem Zweiten Weltkrieg bestand die Kadettenausbildung in Friedenszeiten aus zwei Jahren an der Junior-Militärakademie (japanisch 陸軍予科士官学校 Rikugun Yoka Shikan Gakkō) in Asaka, gefolgt von einem achtmonatigen Dienst bei den Truppen in einem bestimmten Dienstzweig. Danach absolvierten die Anwärter ein weiteres Jahr und acht Monate Ausbildung an der Militärakademie in Zama, oder, im Falle von Fliegeroffizieren, an der Fliegerakademie in Tokio. Der Lehrplan an der Militärakademie konzentrierte sich in erster Linie auf allgemeine militärische Themen und die praktische Ausbildung in der jeweiligen Abteilung, der der Kadett zugewiesen wurde. Darüber hinaus gab es einjährige Kurse für spezielle freiwillige Offiziere und Offiziersanwärter, die ein Offizierspatent anstrebten.
Die Kurse an der Generalstabsschule (japanisch 陸軍大学校 Rikugun Daigakkō) in Tokio waren in der Regel für Hauptleute zugänglich, die weniger als acht Jahre im Dienst waren und mindestens ein Jahr Felderfahrung hatten. In Kriegszeiten wurden diese Kurse jedoch auf Offiziere von Einheiten in Kampfgebieten ausgeweitet, unabhängig von ihrem Alter oder Rang. In Friedenszeiten bot die Einrichtung einen dreijährigen Standardkurs für Führungs- und Stabsarbeit, eine einjährige Version des regulären Kurses und einen viermonatigen Spezialkurs für die Arbeit im Generalstab der Luftfahrt an.
Klasse-A-Reserveoffiziersanwärter erhielten nach einer mindestens sechsmonatigen Ausbildung in Einheiten speziell auf sie zugeschnittene Schulungen. Je nach Fachrichtung wurden sie an verschiedenen Reserveoffizierschulen ausgebildet: Infanteristen beispielsweise in Morioka oder Kumamoto, Artilleristen in Toyohashi und Transportoffiziere in Kurume. Für spezialisierte Bereiche wie Kavallerie, Ingenieurwesen oder Medizin fanden die Lehrgänge an entsprechenden Fachschulen statt. Die Ausbildung dauerte in der Regel knapp ein Jahr, konnte aber in einigen Fällen auf ein halbes Jahr verkürzt werden. Sie kombinierte theoretisches Wissen, wie die Erarbeitung von Vorschriften und Taktiken, mit praktischen Übungen, die trotz ihres einfachen Niveaus sehr realitätsnah gestaltet waren. Nach erfolgreichem Abschluss absolvierten die Anwärter eine etwa viermonatige Probezeit in Einheiten, bevor sie zu Offizieren ernannt wurden.
Die Unteroffiziersausbildung fand an spezialisierten Schulen in Sendai, Kumamoto, Toyohashi, and Kungchuling statt, die sich meistens auf die Infanterie konzentrierten. Einige Schulen, wie jene in Toyohashi, boten jedoch auch Kurse in Artillerie oder Kavallerie an. Für technische Fachbereiche wie Ingenieurwesen, Nachrichtendienst oder Waffenwartung wurden die Anwärter an Schulen der entsprechenden Armeezweige geschult. Zusätzlich gab es spezialisierte Lehrgänge an Einrichtungen wie der Panzerschule, der Militärpolizeischule oder der Militärmedizinischen Schule. Diese Kurse vermittelten häufig technische Kenntnisse, die für die jeweilige Verwendung erforderlich waren.

## Bezahlung
| Rang   | Grundsold pro Monat | Zusätzlicher Sold für Einsatz in Übersee | Zusätzlicher Sold für Einsatz in Übersee | Zusätzlicher Sold für Einsatz in Übersee |
|        |                     | China                                    | Thailand, Vietnam                        | Andere Regionen                          |
| ------ | ------------------- | ---------------------------------------- | ---------------------------------------- | ---------------------------------------- |
| Taishō | 550 ¥               | 475 ¥                                    | 495 ¥                                    | 545 ¥                                    |
| Chūjō  | 483,33 ¥            | 410 ¥                                    | 434 ¥                                    | 480                                      |
| Shōshō | 416,66 ¥            | 355 ¥                                    | 375 ¥                                    | 410                                      |

| Rang  | Grundsold pro Monat | Zusätzlicher Sold für Einsatz in Übersee | Zusätzlicher Sold für Einsatz in Übersee | Zusätzlicher Sold für Einsatz in Übersee |
|       |                     | China                                    | Thailand, Vietnam                        | Andere Regionen                          |
| ----- | ------------------- | ---------------------------------------- | ---------------------------------------- | ---------------------------------------- |
| Taisa | 310–370 ¥           | 300 ¥                                    | 315 ¥                                    | 345 ¥                                    |
| Chūsa | 220–310 ¥           | 235 ¥                                    | 245 ¥                                    | 270 ¥                                    |
| Shōsa | 170–220 ¥           | 175 ¥                                    | 180 ¥                                    | 200 ¥                                    |

| Rang | Grundsold fro Monat | Zusätzlicher Sold für Einsatz in Übersee | Zusätzlicher Sold für Einsatz in Übersee | Zusätzlicher Sold für Einsatz in Übersee |
|      |                     | China                                    | Thailand, Vietnam                        | Andere Regionen                          |
| ---- | ------------------- | ---------------------------------------- | ---------------------------------------- | ---------------------------------------- |
| Taii | 122–155 ¥           | 125 ¥                                    | 130 ¥                                    | 145 ¥                                    |
| Chūi | 85–94,16 ¥          | 95 ¥                                     | 100 ¥                                    | 115 ¥                                    |
| Shōi | 70,83 ¥             | 90 ¥                                     | 95 ¥                                     | 105 ¥                                    |

| Rang  | Grundsold pro Monat | Zusätzlicher Sold für Einsatz in Übersee | Zusätzlicher Sold für Einsatz in Übersee | Zusätzlicher Sold für Einsatz in Übersee |
|       |                     | China                                    | Thailand, Vietnam                        | Andere Regionen                          |
| ----- | ------------------- | ---------------------------------------- | ---------------------------------------- | ---------------------------------------- |
| Sōchō | 32–75 ¥             | 75 ¥                                     | 80 ¥                                     | 85 ¥                                     |
| Gunsō | 23–30 ¥             | 55 ¥                                     | 60 ¥                                     | 65 ¥                                     |
| Gochō | 20 ¥                | 23 ¥                                     | 24 ¥                                     | 27 ¥                                     |

| Rang    | Grundsold pro Monat | Zusätzlicher Sold für Einsatz in Übersee | Zusätzlicher Sold für Einsatz in Übersee | Zusätzlicher Sold für Einsatz in Übersee |
|         |                     | China                                    | Thailand, Vietnam                        | Andere Regionen                          |
| ------- | ------------------- | ---------------------------------------- | ---------------------------------------- | ---------------------------------------- |
| Heichō  | 10,50 ¥             | 12 ¥                                     | 13 ¥                                     | 14 ¥                                     |
| Ittōhei | 9 ¥                 | 10 ¥                                     | 11 ¥                                     | 12 ¥                                     |
| Nitōhei | 6 ¥                 | 7 ¥                                      | 8 ¥                                      | 9 ¥                                      |

## Beförderung
Ein Rekrut, der in die Armee eintrat, wurde in der Regel nach 6 Monaten automatisch zum Gefreiten (japanisch 一等兵 Ittōhei) befördert. Nach den Vorschriften betrug die Mindestzeit für eine Beförderung vom Gefreiten zum Obergefreiten (japanisch 上等兵 Jōtōhei) ein Jahr und vom Obergefreiten zum Korporal (japanisch 伍長 Gochō) 6 Monate; dennoch wurden qualifizierte Obergefreite in weniger als 6 Monaten zum Korporal befördert.
Gefreite konnten in die verschiedenen Dienstgrade der Unteroffiziere und der Offiziere befördert werden, ohne den Lehrgang an einer Unteroffiziersschule zu absolvieren, sofern sie über die erforderlichen Qualifikationen verfügten. Die Mindestfristen, innerhalb derer eine Beförderung in einen höheren Dienstgrad nach Übernahme des vorhergehenden niedrigeren Dienstgrades möglich war, wurden durch kaiserlichen Erlass wie folgt festgelegt. Zum Feldwebel (japanisch 軍曹 Gunsō), nach 1 Jahr als Korporal. Zum Oberfeldwebel (japanisch 二等軍曹 Nitō-Gunsō), nach 2 Jahren als Feldwebel. Zum Hauptfeldwebel (japanisch 曹長 Sōchō) nach 4 Jahren als Oberfeldwebel. Alle Beförderungen von Unteroffizieren erfolgten auf Empfehlung und durch Auswahl, und in Kriegszeiten wurde das Beförderungsverfahren je nach den Erfordernissen der Situation erheblich beschleunigt. Männer, die Kurse an Unteroffiziersschulen besucht hatten, konnten schneller befördert werden als diejenigen, die dies nicht getan hatten.
Auch für Offiziere wurden Mindestdienstzeiten in einem Rang festgelegt, bevor eine Beförderung erfolgen konnte. Nach einer im März 1941 erlassenen kaiserlichen Verordnung konnten jedoch sowohl Offiziere als auch Mannschaften bei besonders verdienstvollen Leistungen im Feld, bei herausragenden Leistungen in militärischen Angelegenheiten, bei Ausscheiden aus dem Dienst wegen Verwundung oder Krankheit oder posthum bei Gefallenen um jeweils zwei Dienstgrade befördert werden. In der Regel mussten Hauptleute (japanisch 尉官 Ikan) vor der Beförderung zum Stabsoffizier (japanisch 佐官 Sakan) drei Jahre bei der Truppe dienen und Stabsoffiziere vor der Beförderung zum Flaggoffizier (japanisch 佐官 Shoukan) zwei Jahre. In Kriegszeiten wurden Ausnahmen von dieser Regel gemacht. Flaggoffiziere wurden vom Kaiser aus den vom Kriegsminister vorgelegten Listen der in Frage kommenden Offiziere ernannt. Die anderen Offiziere wurden vom Kriegsminister mit Zustimmung des Kaisers ernannt. Die Befehlshaber unabhängiger Einheiten konnten in bestimmten Fällen besonders mit der Befugnis betraut werden, über Beförderungen zu entscheiden.

## Taktik
Die taktische Doktrin der Japaner basierte auf offensiven Aktionen, Überraschungen und schnellen Bewegungen, wobei alle Kommandeure und Stäbe weit im Voraus operierten, um sich ständig über die Lage zu informieren. Sie nutzten das Überraschungsmoment bei jeder Gelegenheit, selbst wenn sie dafür die vorherige Aufklärung opferten. Japanische Einheiten griffen daher oft überlegene Kräfte an, teils um Vertrauen zu gewinnen, teils weil sie glaubten, dass eine überlegene Kraft durch einen völlig unerwarteten Angriff in Unordnung gebracht werden könnte. In den japanischen Felddienstvorschriften und anderen Lehrbüchern wurde der Wert der ständigen Offensive fortlaufend betont. Die japanischen Militärs gingen davon aus, dass die Japaner, im Nahkampf, mit Gewehr oder Bajonett überlegen sein würden.
Wenn möglich, versuchten die Japaner, ihre Gegner einzukesseln. Die Japaner rückten in zwei Kolonnen vor, eine davon entlang der gegnerischen Flanke. Eine weitere Kolonne griff den Feind frontal an und ließ nicht zu, dass er sich zurückziehen konnte. Die flankierende Kolonne würde dann versuchen, sich einen Weg nach hinten zu bahnen. Möglicherweise ist sie stärker als die Kolonne, die den Frontalangriff durchführt.
Ein anderes Manöver bestand darin, einfach so lange vorzurücken, bis man auf Widerstand stieß. Während die Hauptoffensive für den Feind an einem Punkt konzentriert zu sein schien, wurden große Truppenteile von der japanischen Hauptfront abgetrennt (die möglicherweise zahlenmäßig unterlegen war), und diese abgetrennten Einheiten begannen eine Einkreisungsbewegung, die manchmal die Form einer doppelten Zange annahm. Wenn eine Truppe Gefahr lief, überwältigt zu werden, kam es häufig zu einem Selbstmordangriff, bei dem die Japaner den Feind mit Bajonetten angriffen, während sie (jap. 万歳, Banzai) riefen.
Obwohl die japanische Armee eine Defensivtaktik ablehnte, da sie einen Rückzug als unehrenhaft betrachtete, verfügte sie über eine formale Defensivanordnung, die Zonen mit automatischem Feuer und Panzerabwehrhindernissen vorsah. Das Feuer in der Defensive wurde in der Regel so gestaffelt, dass sich ein ringförmiges Feuerschema ergab. Dennoch war die Defensive so unbeliebt, dass die Soldaten immer wieder dazu neigten, aus ihren Stellungen zu springen und den herannahenden Feind mit Bajonetten zu treffen. In den seltensten Fällen brachte dies nur einen vorübergehenden Vorteil. In der späteren Phase des Krieges, als die Armee Inselpositionen hielt, wartete der japanische Soldat bis zum letztmöglichen Moment, bevor er sein Bajonett oder seine Granate einsetzte. Auf Okinawa, wie auch an vielen anderen Orten, waren ihre Disziplin und Entschlossenheit so groß, dass sich die Amerikaner mit Flammenwerfern vorsichtig den Schützenlöchern näherten; selbst dann blieben einige japanische Soldaten in ihren Stellungen.

## Lebensbedingungen
Bis zu einem gewissen Grad waren japanische Rekruten besser auf das Kasernenleben vorbereitet als Rekruten anderer Nationalitäten: Konformität, Unterordnung unter die Autorität und enge Lebensbedingungen waren integrale Bestandteile ihres Alltags, und die Kasernenhierarchie ging über die Grenzen des bloßen Ranges hinaus. Innerhalb der Kaserne bildete sich eine vielschichtige Hierarchie heraus, in der die Rekruten je nach ihrer Dienstzeit höher oder niedriger gestellt waren als ihre Kameraden. Die Rekruten wurden in der Kaserne systematisch körperlich und psychisch misshandelt. Sie mussten demütigende Rituale und brutale „Spiele“ über sich ergehen lassen, die sowohl von älteren Soldaten als auch von Vorgesetzten als Unterhaltung oder Bestrafung inszeniert wurden. Körperliche Gewalt, Erniedrigung und harte Strafen waren alltäglich, obwohl solche Handlungen offiziell verboten waren. Die Offiziere tolerierten diese Misshandlungen jedoch, und die Rekruten konnten sich der Gewalt kaum entziehen. Ungeachtet der Behandlung waren die japanischen Soldaten ihrer Einheit gegenüber äußerst loyal. Die Einheit war ihre Familie, der Zug und die Kompanie eine Großfamilie und das Regiment der Clan. Die Welt der Armee war eine Erweiterung der traditionellen japanischen Gesellschaft, der Konformität und der Clan-Loyalität. Diese Struktur wurde noch verstärkt, als die japanischen Einheiten auf regionaler Basis rekrutiert wurden. Die durch Nummern bezeichneten Divisionen waren oft informell durch den Namen der Präfektur ihres Heimatdepots bekannt.

### Unterkunft und Verpflegung
Die Versorgungsabteilung der japanischen Armee, die in etwa dem Quartermaster Corps der US-Armee entsprach, war für die Beschaffung, Lagerung und Ausgabe von Lebensmitteln, Kleidung und anderen Versorgungsgütern zuständig, mit Ausnahme des vom Waffenamt ausgegebenen Materials. 1942 hatte die Versorgungsabteilung 2.700 Beamte, darunter 20 Generäle und 630 Stabsoffiziere. Die Abteilung war in vier Bereiche unterteilt, die sich jeweils mit Lebensmitteln, Kleidung und sonstiger persönlicher Ausrüstung, Sold und Unterkunft befassten. Der feste Bestandteil der japanischen Feldverpflegung war Reis. Der Reis, der trocken zu einer klebrigen Masse gekocht wurde, um das Essen mit Stäbchen zu erleichtern, war entweder poliert oder ungeschliffen. Normalerweise wurde der polierte Reis verwendet, da er im gekochten Zustand länger haltbar war. Um sich vor Beri Beri zu schützen, wurde dem Reis möglicherweise etwas Gerste beigemischt, aber diese Mischung war nicht übermäßig beliebt. Stattdessen wurde der Reis in der Regel mit einigen eingelegten Pflaumen gekocht, die nicht nur vor Beri Beri schützten, sondern auch als Abführmittel der verstopfenden Wirkung von Reis entgegenwirkten. Um den Reis schmackhafter zu machen, wurde er in der Regel mit Sojasauce oder dem entsprechenden Pulver (Miso) gewürzt. Sowohl die Sojasauce als auch das Miso wurden aus Sojabohnensamen hergestellt, denen Malz und Salz zugesetzt wurden.
Andere beliebte Lebensmittel waren eingelegte Radieschen, getrockneter, konservierter oder eingelegter Oktopus. Zu konserviertem Geflügel gehörten getrocknete und gepresste Fische – Lachs oder Bonito, die eingeweicht und gesalzen werden mussten, um sie schmackhaft zu machen; eingelegte Pflaumen, gepresste Gersten- oder Reiskuchen, Orangen und Mandarinen in Dosen und pulverisierte Teeblätter.
Getrocknetes Gemüse, insbesondere Bohnen, Erbsen, Kohl, Meerrettich, Ingwerscheiben, gesalzener Pflaumenkuchen, Rindfleisch in Dosen, gekochtes Walfleisch in Dosen, Süßigkeiten und Vitamintabletten waren häufig in den Rationen enthalten.
Die Ration war jedoch nicht standardisiert und schwankte in der Regel zwischen 2 ½ und 4 Pfund pro Tag für die Standardfeldration. Die Ration wurde in zwei Formen berechnet, die normale (frische) und die spezielle (konservierte), je nach Verfügbarkeit von frischen Lebensmitteln. Die Mengen wurden auch nach drei Ausgabekategorien gestaffelt: die Grund- oder Vollausgabe, die ausgegeben wurde, wenn der Transport ausreichend war; die Ausgabe, wenn der Transport schwierig war; und die dritte und geringste Menge, die ausgegeben wurde, wenn der Transport sehr schwierig war.
Es gab zwei Notrationen. Die „A“-Ration bestand aus etwa 1,8 Pfund Reis, 142 g Fisch- oder Fleischkonserven und ein wenig Miso und Zucker. Die „B“-Ration bestand aus Hartkeksen in drei Musselinbeuteln; jeder Beutel enthielt ein halbes Pfund Kekse für eine Mahlzeit. Diese Ration durfte nur auf Befehl eines Offiziers verzehrt werden. Für Notfälle gab es auch eine komprimierte Ration. Sie bestand aus einem Zellophanpaket, das gekochten Reis, eingelegte Pflaumen, Trockenfisch, Salz und Zucker enthielt.

## Uniformen
Die 1938 eingeführten Uniformen der japanischen Armee hatten einen charakteristischen Umlegekragen, der im Sommer oder in tropischen Regionen manchmal offen getragen wurde, Unteroffiziere und Mannschaften trugen Einreiher mit fünf Knöpfen und vier Pattentaschen, wobei die beiden Brusttaschen mit geknöpften Klappen versehen waren, und Hosen im Stil von Reithosen, die an Taille und Knöchel mit Bändern befestigt waren. Sämtliche Truppen, mit Ausnahme der Kavallerie, die Lederstiefel besaß, trugen Wollgamaschen und hohe Schuhe aus unbearbeitetem Schweins- oder Rindsleder, und entweder eine genagelte Ledersohle oder eine Gummisohle mit Gummistollen hatten. Tabi wurden in allen Klimazonen ausgegeben. Die Mützen waren aus Wolle, hatten einen Riemen unter dem Kinn und einen goldenen Stern auf der Vorderseite. Für den Winter wurden Mäntel und Hosen aus olivgrüner Wolle verwendet, im Sommer wurden diese Kleidungsstücke gegen khakifarbene Baumwollköper-Mäntel und -Hosen gleichen Schnitts ausgetauscht, wobei spätere Ausgaben der Baumwollköper-Uniformen eher grünlich als braun waren.
Der Mantel zeichnete sich durch einen Einreiher aus, der durch zwei seitliche Leistentasche und eine angeknöpfte Kapuze mit Kehlriemenverschluss ergänzt wurde. Einige zweireihige Mäntel konnten auch von anderen Truppen getragen werden, aber (mit Ausnahme der Gardekavallerie) waren die Mäntel und Westen aller Unteroffiziere und Männer durch eine Schlaufe gekennzeichnet, die auf der linken Seite über den Gürtel geknöpft wurde, um das Gewicht des Bajonetts und der Scheide zu tragen. Dieser Schnitt sollte die Bewegungsfreiheit beim Marschieren erleichtern und die Abnutzung des Mantels mindern.

Japanische Armeeuniformen

Der Regenmantel ähnelte dem Mantel und hatte eine grünlich-khakifarbene Farbe. Die Uniformen der Offiziere waren jedoch keine Arbeitskleidung, und es gab große Unterschiede in Qualität, Farbe und Schnitt. Im Allgemeinen handelte es sich bei den Uniformmänteln der Offiziere lediglich um Abwandlungen des alten Mantels, bei denen ein Umlegekragen auf den alten Stehkragen aufgenäht wurde. Die doppelreihige Ausführung der Offiziersmäntel wurde durch aufwendige Gürtel und einen vorgesehenen Schlitz für einen Degen auf der linken Seite zusätzlich betont. Die Unterscheidung zwischen Hauptleuten, Stabs- und Flaggoffizieren wurde durch die Anzahl der breiten Stoffbänder an den Manschetten gekennzeichnet: ein Band für Hauptleute, zwei für Stabs- und drei für Flaggoffiziere. Die Stabsfeldwebel und Oberstabsfeldwebel unterschieden sich durch ein mittelgroßes Band an den Manschetten, während die restlichen Unteroffiziere ein schmales Stoffband am Mantel tragen.
Anstelle von Regenmänteln trugen die Offiziere Regencapes mit Kapuze und Kragenverschluss. Offiziere trugen schwarze Lederschuhe mit Gamaschen oder Reitstiefel. Offiziere und Offiziersanwärter trugen fast immer Schwerter. Für die verschiedenen Klimazonen und Gebiete wurden zahlreiche spezielle Bekleidungsarten ausgegeben. Die Entwicklung und Ausgabe von Winterkleidung in großem Maßstab begann bereits 1932 mit der Besetzung der Mandschurei. Zur Winterkleidung gehörten stark gefütterte Mützen und Mäntel. Letztere wiesen die Besonderheit auf, dass die Ärmel entweder an der Schulter oder am Ellenbogen schnell abgenommen werden konnten, so dass die richtige Ärmelgröße angepasst werden konnte, ohne den Mantel zu verändern. Weitere gängige Winterausrüstungsgegenstände waren Pelzleggings, Fingerhandschuhe, Wollunterwäsche, gefüterte Hosen und Jacken für Ermüdungsarbeiten sowie Filzstiefel.
Die normalen Sommeruniformen aus Baumwolle erwiesen sich ebenfalls für tropische Gebiete als geeignet, da das Material schwer genug war, um Schutz vor Mücken zu bieten, und einer angemessenen Abnutzung standzuhalten. Der Sommermantel wurde jedoch modifiziert und mit Klappen unter den Achselhöhlen versehen, die offen oder geschlossen geknöpft werden konnten. Neuere Mäntel hatten auch offene Nähte unter den Achseln, um die Belüftung auf dem Marsch zu verbessern. Unter dem Mantel wurde ein Baumwollköperhemd mit verstärktem Kragen getragen, das auch ohne den Mantel angezogen werden konnte. Die Hosen wurden mit verkürzten Unterschenkeln und einem Kordelzug ausgegeben, so dass sie sicher um die Gamaschen getragen werden konnten. Bei Möglichkeit wurden die Hosen offen gelassen, um für Abkühlung zu sorgen.

## Dienstgrade

### Offiziere
| Dienstgradgruppe                  | Marschall                              | Generale                    | Generale                   | Generale                    | Stabsoffiziere             | Stabsoffiziere             | Stabsoffiziere             | Subalternoffiziere        | Subalternoffiziere        | Subalternoffiziere        |
| --------------------------------- | -------------------------------------- | --------------------------- | -------------------------- | --------------------------- | -------------------------- | -------------------------- | -------------------------- | ------------------------- | ------------------------- | ------------------------- |
| Schulterstücke oder Kragenspiegel |                                        |                             |                            |                             |                            |                            |                            |                           |                           |                           |
| Dienstgrad                        | 元帥(陸軍)大将 gensui (rikugun) taishō | (陸軍)大将 (rikugun) taishō | (陸軍)中将 (rikugun) chūjō | (陸軍)少将 (rikugun) shōshō | (陸軍)大佐 (rikugun) taisa | (陸軍)中佐 (rikugun) chūsa | (陸軍)少佐 (rikugun) shōsa | (陸軍)大尉 (rikugun) taii | (陸軍)中尉 (rikugun) chūi | (陸軍)少尉 (rikugun) shōi |
| Dienstgrad (Wehrmacht)            | Generalfeldmarschall                   | General der Truppengattung  | Generalleutnant            | Generalmajor                | Oberst                     | Oberstleutnant             | Major                      | Hauptmann                 | Oberleutnant              | Leutnant                  |

### Unteroffiziere und Mannschaften
| Dienstgradgruppe                  | Keine Entsprechung         | Unteroffiziere             | Unteroffiziere             | Unteroffiziere             | Unteroffiziere              | Mannschaften                   | Mannschaften                   | Mannschaften                   |
| --------------------------------- | -------------------------- | -------------------------- | -------------------------- | -------------------------- | --------------------------- | ------------------------------ | ------------------------------ | ------------------------------ |
| Schulterstücke oder Kragenspiegel |                            |                            |                            |                            |                             |                                |                                |                                |
| Dienstgrad                        | (陸軍)准尉 (rikugun) jun’i | (陸軍)曹長 (rikugun) sōchō | (陸軍)軍曹 (rikugun) gunsō | (陸軍)伍長 (rikugun) gochō | (陸軍)兵長 (rikugun) heichō | (陸軍)上等兵 (rikugun) jōtōhei | (陸軍)一等兵 (rikugun) ittōhei | (陸軍)二等兵 (rikugun) nitōhei |
| Dienstgrad (Wehrmacht)            | keine Entsprechung         | Oberfeldwebel              | Feldwebel                  | Unteroffizier              | keine Entsprechung          | Obergefreiter                  | Gefreiter                      | Soldat                         |

## Ausrüstung

### Pistolen und Gewehre
Die Standardpistole der Japaner war die 8 mm Nambu Typ 14 und 94. Beides waren halbautomatische Rückstoßlader mit Stangenmagazin. Das Ordonnanzgewehr der japanischen Armee war das Arisaka Typ 38. Ab 1939 wurde es durch das Arisaka Typ 99 ersetzt. Während beide die gleiche Reichweite von etwa 4000 Metern hatten, verschoss das erste 6,5-mm-Munition und das zweite 7,7-mm-Munition.
Eine kürzere Version des 38er war der Typ 38 Kavalleriekarabiner. Dieser war fast 900 g leichter, hatte aber wegen seines 48-cm-Laufs eine kürzere Reichweite und eine geringere Mündungsgeschwindigkeit. Ein späteres Modell des Kavalleriekarabiners war der Typ 44. Er hatte einen kurzen Lauf, war aber wesentlich schwerer und besaß ein fest montiertes kurzes Bajonett mit Spitze. Das Bajonett konnte eingeklappt, werden wenn es nicht benötigt wurde, und durch betätigen eines Druckknopfes sofort ausgefahren werden.

### Granaten
Alle japanischen Fronttruppen waren mit der Handgranate Typ 97 (1937) ausgerüstet. Sie hatte einen schwarzen, gezackten Gusseisenkörper und einen Messingzünder und war mit TNT geladen. Die Zeitverzögerung betrug 4 bis 5 Sekunden. Eine weitere weit verbreitete Granate war die Typ 91 (1931), das auch von 50-mm-Raketenwerfern der Modelle 10 und 90 abgefeuert werden konnte. Sie konnte auch als Gewehrgranate verwendet werden. Außerdem verwendeten die Japaner die Stabhandgranate. Diese Granate war entweder hochexplosiv oder mit phosphorimprägnierten Gummikügelchen bestückt, die durch eine kleine Sprengladung verstreut wurden. Auch eine Blausäure-Gasgranate wurde verwendet.

### Maschinengewehre

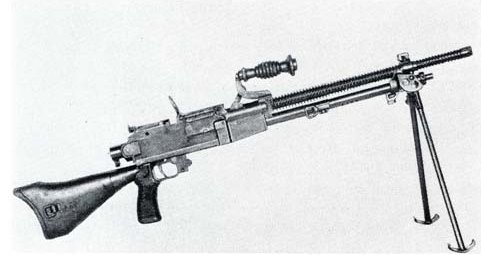
Leichtes Maschinengewehr Typ 96

Das leichte 6,5-mm-Maschinengewehr Modell 11 (1922) gehörte zur Standardausrüstung der japanischen Infanterieeinheiten. Als leichtes Maschinengewehr wurde es auf einer Zweibein-Lafette verwendet; als Flugabwehrgeschütz war es gelegentlich auf einem Dreibein montiert. Die Japaner setzten auch das 7,7-mm-Maschinengewehr vom Typ Lewis Typ 92 (1932) in großem Umfang ein. Das japanische leichte Maschinengewehr Typ 96 (1936) mit einem Kaliber von 6,5 mm war dem britischen leichten Maschinengewehr Bren, Kaliber .303, sehr ähnlich. In seiner Konstruktion wies es jedoch einige Merkmale französischer und tschechischer automatischer Waffen auf. Das am häufigsten verwendete japanische schwere Maschinengewehr war ein modifiziertes 7,7-mm-Hotchkiss-Modell, das ebenfalls als Typ 92 (1932) bezeichnet wurde. Es war in der Regel auf einem Dreibein montiert und konnte auch für die Luftabwehr eingesetzt werden. Das größte Maschinengewehr war das 13-mm-Maschinengewehr Typ 93 (1933), das sowohl für die Flak als auch für das Bodenfeuer eingesetzt wurde.

### Artillerie
Zwischen 1925 und 1936 wurde die japanische Artillerie durch die Einführung neuer Modelle erheblich verbessert und modernisiert. Bis zum Zweiten Weltkrieg wurden keine weiteren Modelle eingeführt. Die früheren japanischen Artilleriegeschütze basierten auf deutschen Krupp-Konstruktionen, während die neuen Modelle auf den französischen Schneider-Modellen beruhten. Obwohl sie von Fahrzeugen gezogen werden konnten setzten die Japaner meistens Pferden ein.
Die Standardkanone war das 7,5-cm-Geschütz Typ 38 (1905). Diese Waffe stellte eine Verbesserung des ursprünglichen Modells Typ 38 dar, das 1915 eingeführt worden war. Zu den Änderungen gehörte ein längerer Rohrzapfen, der weiter hinten an der Waffe angebracht war und eine größere Elevation ermöglichte. Der Lauf wurde außerdem mit verbesserten Ausgleichsvorrichtungen ausgestattet, um die größere Länge auszugleichen, sowie mit einem variablen Rückstoßsystem und einem offenen Kastenlauf, um die Elevation weiter zu verbessern. Trotz dieser Verbesserungen blieb die Waffe veraltet und für den vorgesehenen Zweck nur bedingt geeignet. Ihre maximale Reichweite betrug 10.400 Meter, und sie war in der Lage, kurzzeitig 10–12 Schuss pro Minute abzufeuern.
Das 7,5-cm-Geschütz Typ 95 (1935) als Ersatz für den Typ 38 bot eine Reihe von konstruktiven Verbesserungen und einen geteilten Lauf, wurde aber im Krieg nur begrenzt eingesetzt. Das 7,5-cm-Geschütz Typ 90 (1930) war noch weniger verbreitet. Seine fortschrittliche Konstruktion mit Luftreifen zum Ziehen machte ihn zu einer bevorzugten Wahl für spezialisierte Einheiten wie unabhängige Artillerieregimenter und Panzereinheiten. Eine Variante mit Speichenrädern wurde an Divisionsartillerieregimenter ausgegeben und bot eine vielseitige Lösung für unterschiedliche operative Bedürfnisse. Der längere Lauf, die Mündungsbremse und die langen Spaltwege des 7,5 cm Typ 90 trugen zu seiner hohen Mündungsgeschwindigkeit und seiner effektiven Leistung gegen gepanzerte Ziele bei. Viele Divisionsartillerieregimenter waren mit dem 7,5-cm-Gebirgsgeschütz Typ 94 (1934) ausgerüstet. Es konnte in 11 Komponenten zerlegt werden, um sechs Packtaschen zu laden. Obwohl es die gleiche Munition wie andere 7,5-cm-Geschütze verwendete, betrug seine Reichweite nur 9.000 Meter.
Die 10-cm-Haubitze Typ 91 (1931) wurde sowohl in Divisionen- als auch in unabhängigen Artillerieregimentern eingesetzt. Die Waffe konnte Spreng- und Panzerbrechende- sowie, Schrapnell- und Phosphorgranaten bis zu einer Entfernung von 11.500 m mit einer Geschwindigkeit von sechs bis acht Schuss pro Minute abfeuern. Die mittleren Artillerieregimenter verfügten über das 10-cm-Geschütz Typ 92 (1932). Diese Waffe war für ihre vergleichsweise große Reichweite bekannt, wodurch sie in versteckten Dschungelstellungen schwer zu entdecken war.

### Panzer

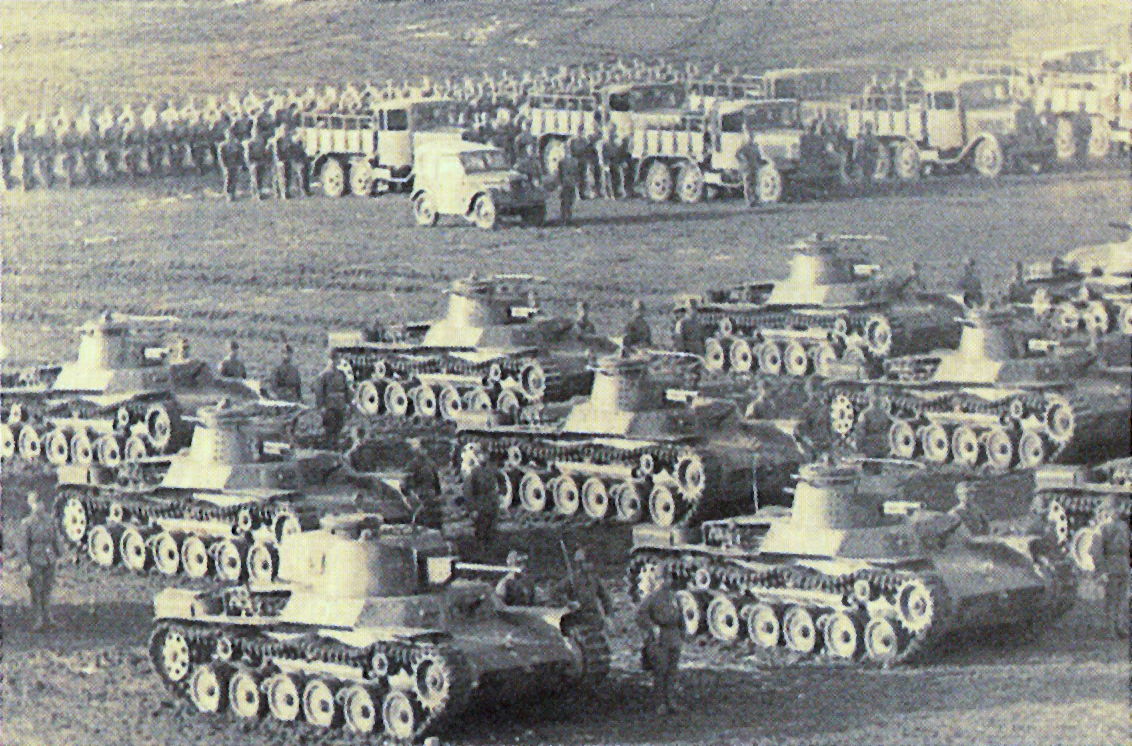
Zum Appell angetretene Einheit des 11. Panzer-Regiments im Jahr 1944

Die japanischen Panzer, deren Konstruktionen zumeist aus der Mitte der 1930er Jahre stammten, waren den westlichen Modellen, die man zu Beginn des Krieges antraf, unterlegen. Die meisten leichten Panzer hatten ein Gewicht von annähernd 8 Tonnen, und boten Platz für eine dreiköpfige Besatzung. Zur Bewaffnung der leichten Panzer gehörte eine 37-mm 47-mm oder 57-mm Kanone als Hauptbewaffnung sowie ein 7,7-mm Maschinengewehr. Die allgemeinen Merkmale der japanischen mittleren Panzer waren ein Gewicht von 15 Tonnen, eine Länge von 5,50 m, eine Breite von 2,20 m und eine Höhe von fast 2,40 m. Sie hatten eine Besatzung von vier Mann und waren unterschiedlich stark gepanzert. An der Vorderseite und den Seiten des Rumpfes war die Panzerung bis zu 26 mm dick, an der Unterseite jedoch selten mehr als 9 mm. Frühe Modelle hatten eine 57-mm-Kanone, die bei späteren Modellen durch eine 47-mm-Kanone ersetzt wurde, und führten zwei 7,7-mm-Maschinengewehre als Sekundärbewaffnung mit. Sie konnten 120 Schuss 47-mm-Munition und bis zu 4.000 Schuss 7,7-mm-Maschinengewehrmunition mitführen. Die Geschwindigkeit der späteren mittelschweren Panzer unterschied sich nicht wesentlich von der der früheren Versionen und betrug etwa 40 km/h. Die Japaner hatten drei Modelle von Tanketten mit einem Gewicht von 3 bis 4,2 Tonnen. Die Höchstgeschwindigkeiten lagen zwischen 40 und 45 km/h. Sie trugen entweder eine 37-mm-Kanone mit einem 7,7-mm-Maschinengewehr als Sekundärbewaffnung oder hatten ein 6,5-mm-Maschinengewehr.

## Heeresluftstreitkräfte
Im Zweiten Weltkrieg hatte Japan keine unabhängige Luftwaffe. Die japanische Heeresluftwaffe (jap. 大日本帝國陸軍航空部隊, Dainippon Teikoku Rikugun Kōkūbutai) war Bestandteil der Armee.
Die japanische Heeresluftwaffe war in fünf Luftarmeen (jap. 航空軍, Kōkū gun) gegliedert, die jeweils klar abgegrenzte Bereiche hatten und als Verwaltungszentrale für ihre taktischen Einheiten fungierten.
Die größte taktische Einheit war eine Luftdivision (jap. 飛行師団, Hikō Shidan). Eine solche Division übte sowohl die operative als auch die administrative Kontrolle über die ihr unterstellten Lufteinheiten aus. Der Luftdivision unterstellt war die Luftbrigade (jap. 飛行団, Hikōdan). Normalerweise unterstanden einer Luftdivision zwei oder mehr Luftbrigaden. Die nächst niedrigere Einheit war das Flugregiment (jap. 飛行連隊, Hikō Rentai). Das Luftregiment war die grundlegende operative Einheit. Es setzte sich aus drei oder mehr Staffeln (jap. 飛行中, Hikō Chutai) zusammen. Die tatsächliche Stärke oder Schlagkraft eines Luftregiments hing von der Art der Flugzeuge in der Einheit ab. Die normale Stärke einer Staffel betrug 9 Flugzeuge, aufgeteilt in 3 Abteilungen (Hentai) zu je 3 Flugzeugen.
Rekruten absolvierten eine 16 bis 24 monatige Ausbildung. Die vorbereitende Grundausbildung für Rekruten variierte je nach Alter. Rekruten im wehrfähigen Alter und Männer, die von anderen Truppengattungen versetzt wurden, durchlieffen einen zwei Monate dauernden Kurs. Dieser Kurs vermittelt eine allgemeine Einführung in die Routine der Fliegerei. Jüngere Rekruten hingegen absolvierten eine 12-monatige, Schulung der Natur und Geisteswissenschaften umfasste. Körperliche Ertüchtigung war ebenfalls ein wesentlicher Bestandteil des Lehrplans, wobei nicht alle Absolventen für eine Pilotenausbildung vorgesehen waren.
Die grundlegende fliegerische Ausbildung, die an speziellen Flugschulen erfolgte, dauerte insgesamt acht Monate. In den ersten sechs Monaten wurden alle angehenden Piloten in einer gemeinsamen Ausbildung geschult, unabhängig von ihrem späteren Flugzeugtyp. Während dieser Phase absolvierten die Rekruten 20 Stunden im Doppelsitzer und 70 Stunden im Alleinflug. Nach dieser Grundausbildung erfolgte eine zweimonatige Schulung auf den jeweiligen Flugzeugtyp, den die Piloten fliegen sollten. Die fortgeschrittene Fliegerausbildung erstreckte sich über vier Monate und konzentrierte sich auf spezielle Fähigkeiten wie Formationsflug, Kampftaktik, Schießen aus der Luft und Nachtflug. In dieser Phase absolvierten die Piloten insgesamt 120 Stunden Flugzeit in Schulflugzeugen und älteren Flugzeugtypen.
Im Anschluss an die fortgeschrittene Ausbildung wurden die Piloten für die operative Ausbildung in eine Einheit versetzt. Diese Phase dauerte in der Regel sechs Monate und diente der weiteren Schulung in Kampftaktiken sowie der Anpassung an örtliche Kampfbedingungen. Obwohl die Ausbildungszeit mit sechs Monaten angegeben war, nahmen die Piloten häufig bereits vor Abschluss dieser Phase an Einsätzen teil. Ziel war es, die Gesamtzahl der Flugstunden der Auszubildenden vor den Einsätzen auf mindestens 400 zu erhöhen.
Im Herbst 1943 wurde die Kriegsnotfallorganisation durch die Einführung der Wehrpflicht für Studenten an Universitäten und Hochschulen, die bis dahin von der Dienstpflicht ausgenommen waren, erweitert, um den Zustrom von Piloten zu erhöhen.
Schätzungen zufolge wurden infolgedessen etwa 4000 Lehranstalten geschlossen. Dieser beträchtliche Zustrom neuer Rekruten überstieg die Kapazitäten der beiden bestehenden Ausbildungsorganisationen, so dass im Frühjahr 1944 die Zahl der Grundausbildungseinrichtungen für Flieger erheblich erweitert und die Zahl der Fliegerischen Ausbildungsregimenter von 18 auf etwa 50 erhöht wurde. Gleichzeitig wurden die letzteren in Fliegerische Ausbildungseinheiten umbenannt, und es wurden weitere Ausbildungseinheiten für die fliegerische Spezialausbildung aufgestellt. In der zweiten Hälfte des Jahres 1944 verteilten sich diese Einheiten fast gleichmäßig auf die Mandschurei, Korea, Formosa, die Philippinen, Malaya und Java sowie China, wobei jedem Gebiet eine Fliegerische Ausbildungsbrigade zugeordnet war, die die Aktivitäten dieser Einheiten überwachte. Diese Brigaden unterstanden wiederum der Luftarmee, in deren Gebiet sie stationiert waren, und waren für die Ausbildung in ihrer jeweiligen Region verantwortlich.